# 米爾頓鎮區 (密歇根州卡斯縣)
米爾頓鎮區（英語：Milton Township）是位於美國密歇根州卡斯縣的一個行政鎮區。

## 地方資料
米爾頓鎮區的面積為55.20平方千米，當中陸地面積為54.70平方千米，而水域面積為0.50平方千米。根據2020年美國人口普查的數據，當地共有人口3128人，而人口密度為每平方千米56.67人。